# 東部方面武器隊
東部方面武器隊（とうぶほうめんぶきたい、Eastern Army Ordnance Unit）は、陸上自衛隊朝霞駐屯地に駐屯していた東部方面隊直轄の武器科部隊で2002年（平成14年）3月26日に廃止され東部方面後方支援隊に改編された。

## 概要
東部方面隊直轄部隊の一つとして方面隊管内の部隊が保有する装備品等の整備および不発弾処理を担当していた。東部方面隊の後方支援体制の改編に伴い、2002年（平成14年）3月27日、東部方面輸送隊と統合し東部方面後方支援隊として再編された。

## 沿革
- 1964年（昭和39年）3月24日：東部方面武器隊が朝霞駐屯地において編成完結。
- 2002年（平成14年）3月26日：東部方面武器隊（朝霞駐屯地）が廃止。

## 廃止時の部隊編成
- 東部方面武器隊本部（朝霞駐屯地） → 東部方面後方支援隊本部および同付隊の母体となる。
- 第102不発弾処理隊（朝霞駐屯地）
- 第306武器野整備中隊（霞ヶ浦駐屯地） → 第101全般支援隊に増強改編。
- 第307武器野整備中隊（朝霞駐屯地） → 第104全般支援大隊に増強改編。
- 第308武器野整備中隊（富士駐屯地） → 第105全般支援大隊および富士教育直接支援大隊に改編。

※被支援部隊の整備部隊を廃止し、人員装備をそれぞれの中隊に編入することで増強。

## 歴代隊長
| 代 | 氏名                   | 在職期間                                                    | 前職                                          | 後職                                           |
| -- | ---------------------- | ----------------------------------------------------------- | --------------------------------------------- | ---------------------------------------------- |
| 01 | 中村弘樹 （2等陸佐）   | 1964年03月24日 - 1964年07月15日                             | 第102武器大隊長                               | 陸上自衛隊九州地区補給処勤務                   |
| 02 | 菅實 （2等陸佐）       | 1964年07月16日 - 1967年07月16日                             | 北部方面総監部勤務                            | 東部方面総監部付                               |
| 03 | 三浦嘉六 （2等陸佐）   | 1967年07月17日 - 1969年03月16日                             | 陸上自衛隊幹部学校                            | 西部方面総監部武器課長 （1等陸佐昇任）         |
| 04 | 高崎保                 | 1969年03月17日 - 1971年07月15日                             | 陸上幕僚監部武器課訓練班長                    | 第14普通科連隊勤務                             |
| 05 | 木嶋健治               | 1971年07月16日 - 1973年03月15日 ※1972年03月16日 1等陸佐昇任 | 陸上自衛隊隊武器補給処保管部長 （2等陸佐）    | 陸上自衛隊武器学校総務部長                     |
| 06 | 松崎徳藏               | 1973年03月16日 - 1975年03月16日 ※1974年01月01日 1等陸佐昇任 | 陸上自衛隊幹部学校付 （2等陸佐）              | 陸上幕僚監部第4部装備班長                      |
| 07 | 白垣博                 | 1975年03月17日 - 1976年08月01日                             | 陸上自衛隊関西地区補給処弾薬部長              | 西部方面総監部武器課長                         |
| 08 | 馬渡謙 （2等陸佐）     | 1976年08月02日 - 1978年03月15日                             | 東部方面総監部武器課勤務                      | 会計監査隊東北方面分遣隊長                     |
| 09 | 三田村幹男 （2等陸佐） | 1978年03月16日 - 1980年03月16日                             | 陸上自衛隊北海道地区補給処勤務                | 陸上自衛隊関西地区補給処桂支処勤務             |
| 10 | 床井徹男               | 1980年03月17日 - 1983年03月15日 ※1981年07月01日 1等陸佐昇任 | 第102高射全般支援隊長                         | 陸上自衛隊隊武器補給処十条支処 誘導武器部長    |
| 11 | 小谷啓一               | 1983年03月16日 - 1985年08月07日                             | 陸上幕僚監部装備部装備計画課 補給管理班長     | 北部方面総監部装備部長                         |
| 12 | 佐藤正司               | 1985年08月08日 - 1987年03月15日                             | 技術研究本部企画部企画官付企画員              | 陸上自衛隊幹部学校学校教官                     |
| 13 | 伊藤清                 | 1987年03月16日 - 1989年07月31日                             | 北部方面総監部装備部装備課長                  | 陸上自衛隊武器補給処補給部長                   |
| 14 | 原武正                 | 1989年08月01日 - 1991年07月31日                             | 西部方面総監部装備部装備課長                  | 霞ヶ浦駐屯地業務隊長                           |
| 15 | 小田宮誠               | 1991年08月01日 - 1993年07月31日                             | 陸上自衛隊東北地区補給処武器部長              | 陸上自衛隊武器補給処補給部長                   |
| 16 | 工藤稔昭               | 1993年08月01日 - 1996年07月31日                             | 陸上幕僚監部調査部調査第2課 調査第3班長       | 陸上自衛隊東北地区補給処武器部長               |
| 17 | 大谷義信               | 1996年08月01日 - 1998年03月25日                             | 陸上幕僚監部装備部武器・化学課 総括班長       | 陸上自衛隊補給統制本部誘導武器部長             |
| 18 | 山本輝久               | 1998年03月26日 - 2000年03月31日                             | 第7師団司令部第4部長                          | 技術研究本部 技術開発官（陸上担当）付 総括室長 |
| 末 | 伊東成夫               | 2000年04月01日 - 2002年03月26日                             | 陸上自衛隊補給統制本部装備計画部 調査研究課長 | 東部方面後方支援隊副隊長                       |